# Silke Gorldt
Silke Gorldt (* 22. September 1976 in Düsseldorf; † 7. Juni 2002 auf Zingst) war eine deutsche Kitesurferin.

## Leben und Karriere
Nach der Grundschule in Düsseldorf zog Silke Gorldt 1987 nach Ruhpolding. Sie besuchte zunächst das Gymnasium in Traunstein und später das Gymnasium Landschulheim Schloss Ising, an dem sie 1998 das Abitur ablegte. Anschließend absolvierte sie ein Praktikum bei Radio Chiemgau und begann ein BWL-Studium an der Universität Nürnberg. Sie hatte nebenher ein Volontariat im Funkhaus Nürnberg, da sie später journalistisch arbeiten wollte.
Während einer Reise 1999 ins andalusische Tarifa lernte Gorldt die Trendsportart Kitesurfen kennen, die fortan ihr Leben bestimmte. Ab Herbst 2000 wohnte sie in Varel, da sie dort bessere Trainingsbedingungen hatte. Sie setzte das Studium mit neuer Ausrichtung auf Politikwissenschaft und Geschichte an der Universität Oldenburg fort. Der Küstenort Hooksiel wurde zu ihrem neuen Trainingsrevier. Von 2000 bis 2002 war sie rund um den Globus unterwegs, um an Kite-Wettbewerben teilzunehmen oder z. B. auf Hawaii zu trainieren. 2001 wurde sie Deutsche Meisterin und dritte des PKRA Worldcups.
Gorldt starb am 7. Juni 2002 auf Zingst bei der Fischland-Darß-Tour, als sie bei einem Unfall durch zwei ineinander verhedderte Kite-Drachen zu Tode geschleift wurde. Organisatoren und Angehörige von Gorldt riefen wenige Tage nach ihrem Tod die Silke Gorldt Stiftung ins Leben. Unklar ist, ob diese Stiftung noch besteht. Letzte Aktivitäten waren im Jahre 2019 zu verzeichnen.

## Erfolge
- 2001 Deutsche Meisterin
- 2001 Dritte des PKRA Worldcups